# Ugandai Népi Védelmi Erő
Az Ugandai Népi Védelmi Erő (angolul: Uganda People’s Defence Force, UPDF) Uganda fegyveres ereje, amely a korábbi Nemzeti Ellenálló-hadsereg (National Resistance Army) alakulataiból szerveződött meg. Az IISS (International Institute for Strategic Studies) a 2007–2011 évekre 40 000-45 000 főre becsülte az UPDF létszámát, melyet szárazföldi csapatokból és egy ezredméretű repülőegységből tevődött össze.
Miután Uganda 1962 októberben kinyilvánította függetlenségét, a brit tisztek javarészt maradtak a magasabb katonai parancsnokságokon. Az ugandaiak így nehezebben kerülhettek nagyobb beosztásokba és emiatt az illetményük is lényegesen kevesebb volt. Az ilyen jellegű elégedetlenség már a kezdetektől demoralizálóan hatott, az amúgy is etnikai problémákkal terhelt haderőre. A függetlenség után hatalomra kerülő kormányzatok mindegyike erősítette a haderőt. Általában a kormányzathoz közel álló etnikai csoportok tagjait részesítették előnyben és fel is használták őket a belső zavargások megfékezésekor.

## Fegyveres erők létszáma
- Aktív: 60 000 fő

## Szárazföldi erők
Létszám
59 000 fő
Állomány
- 4 hadosztály
- 1 páncélos dandár
- 1 tüzérdandár

Felszerelés
- 140 db harckocsi (T–55)
- 20 db közepes harckocsi (PT–76)
- 100 db felderítő harcjármű
- 100 db páncélozott szállító jármű
- 225 db vontatásos tüzérségi löveg

## Repülőezred
Az ezredméretű repülőalakulat neve Uganda People’s Defence Force Air Wing, főként Entebbei nemzetközi repülőtéren települ. A szomáliai polgárháborúba beavatkozó Afrikai Unió csapatait három Mi–24-gyel és egy Mi–17-tel (AF-603) támogatták 2012. augusztus 12-étől. Mindhárom Mi–24 lezuhant Kenyában a Laikipia légi támaszpont és Garissa között.
| Állomány: 1000 fő | Állomány: 1000 fő                               | Állomány: 1000 fő | Állomány: 1000 fő               | Állomány: 1000 fő |
| Típus             | Feladatkör                                      | Státusz           | Darabszám beszerzett/ aktív     | Megjegyzés |
| ----------------- | ----------------------------------------------- | ----------------- | ------------------------------- | --- |
| Szu–30MK2         | harci repülőgép                                 | aktív             | 6 db AF 011, 015                | 2010 áprilisában szándéknyilatkozatot, a szerződést pedig 2011 májusában írtak alá 6 db Szu–30MK2-re, összesen 740 millió USD értékben. Az első kettő 2011 júliusában érkeztek meg, októberben a második kettő, majd az utolsó kettő 2012. május 30-a előtt. |
| MiG–23            | harci repülőgép                                 | aktív             | 5 db/?                          | Valószínűleg líbiai eredetűek. |
| MiG–21            | harci repülőgép                                 | aktív             | 7 db/6 db 9811                  | 7 MiG–21bisz/MiG–21U érkezett; egy lezuhant 2008 decemberében. Az IAI modernizálta őket a MiG–21–2000 szerint. 1976-ban több M/MF? gépet – U-903 (kétüléses), U-906, U-908, – megrongáltak a lázadó erők (LRA, Lord's Resistance Army).                      |
| MiG–17            | harci repülőgép                                 | kivonva           | ? db                            | Az entebbei repülőtér „repülőgéptemetőjében” látható pár darab |
| SF–260            | egyszemélyes légcsavaros könnyű támadórepülőgép | aktív             | 2 db                            | eredet ismeretlen |
| L–39 Albatros     | sugárhajtású kiképző repülőgép                  | aktív             | 5?(4) db/?                      | Egy USA-ból leszállított, katapultülés nélküli L–39-cel kezdték meg a kiképzést (későbbi sorsa ismeretlen), majd pár évvel később vettek még 4 darabot. |
| AS–202 Bravo      | légcsavaros kiképző repülőgép                   | aktív             | 2 db/?                          | eredet ismeretlen |
| Mi–24V és Mi–24P  | támadóhelikopter                                | aktív             | 12 db/? db AF-803, AF-808 P (†) | 12 db lett megvéve. Lezuhant Kenyában három Mi–24 2012 augusztus 12-én. A következő nap az AF-803-as V kutatta fel a Mount Kenya mellett, a másik kettőt (AF-807, -808) 14-én kedden.                                                                        |
| Mi–8              | közepes teherszállító helikopter                | aktív             | 5 db/?                          | 5 db Mi–8? |
| Mi–17             | közepes teherszállító helikopter                | aktív             | 8 db/? AF-603, AF-627           | 8 db Mi–8MT/Mi–17 |
| AB.206 JetRanger  | könnyű szállítóhelikopter                       | aktív             | 10 db/? db AF-319               | |
| AB.212            | könnyű szállítóhelikopter                       | aktív             | 4 db/? db                       | |
| Bell 412          | könnyű szállítóhelikopter                       | aktív             | 6 db/? db                       | |